# 4-я Словенская ударная бригада
4-я Словенская народно-освободительная ударная бригада имени Матии Губеца (сербохорв. Четврта словеначка пролетерска народноослободилачка ударна бригада „Матиjа Губец“ / Četvrta slovenačka proleterska narodnooslobodilačka udarna brigada "Matija Gubec", словен. 4. slovenska narodnoosvobodilna udarna brigada «Matija Gubec») — словенское подразделение Народно-освободительной армии Югославии. Была названа в честь лидера крестьянского восстания Матии Губеца, национального героя Хорватии и Славонии.

## Структура
В состав бригады входили штаб и три батальона.